# Deux Lettres anonymes
Pour plus de détails, voir Fiche technique et Distribution.
Deux Lettres anonymes (Due lettere anonime) est un film italien réalisé en 1945 par Mario Camerini.

## Synopsis
Bruno rentre chez lui en permission du front russe et découvre, après avoir reçu une lettre anonyme, que Gina, la fille qu'il voulait épouser, s'est mise en ménage avec Tullio, qui tient une imprimerie en collaboration avec les Allemands.
Après la proclamation de Badoglio du 8 septembre 1943, Gina commence à collaborer avec la Résistance italienne contre l'occupation nazie. Il en va de même pour Bruno, qui est embauché dans l'imprimerie sur les instructions de l'ancien propriétaire, qui dirige maintenant un groupe de partisans. Mais Tullio, qui ne se sent pas concerné par les questions politiques, n'hésite pas à trahir la confiance de ses anciens amis.
La deuxième lettre anonyme est celle qui a été envoyée à la cachette des partisans après la capture de Bruno, et qui demande une rançon. Gina se rend compte que cette lettre, comme la première, est l'œuvre de Tullio, elle va donc lui demander des explications et finit par l'abattre. Après la guerre, Gina est toujours en prison, mais Bruno lui dit que, s'il y a une justice, elle sera bientôt libérée.

## Fiche technique
- Titre français : Deux Lettres anonymes
- Titre original : Due lettere anonime
- Réalisateur : Mario Camerini
- Scénario : Ivo Perilli, Mario Camerini
- Photographie : Massimo Terzano
- Musique : Alessandro Cicognini
- Société de production : Réalisation d'art cinématographique (RAC)
- Durée : 90 minutes
- Année de réalisation : 1945
- Dates de sortie :
  - Royaume d'Italie : 3 novembre 1945
  - France : 22 avril 1947
- Affiche : Roger Rojac (France)

## Distribution
- Clara Calamai : Gina
- Andrea Checchi : Bruno
- Otello Toso : Tullio
- Carlo Ninchi : Rossini
- Dina Sassoli : Giulia
- Giovanna Scotto : Maria, la mère de Bruno
- Arnaldo Martelli : le cavalier Ernesto Pacetti
- Stefano Fossari : lieutenant
- Heinrich Bode : Sergent Karl
- Vittorio Duse : Ettore
- Pina Piovani : employée d'imprimerie
- Peppino Spadaro : collègue de Tullio à la trattoria